# James B. Eads
James Buchanan Eads (Lawrenceburg, Indiana, 23 mei 1820 - Nassau, Bahama's, 8 maart 1887) was een Amerikaanse ingenieur en uitvinder van de duikerklok, een hulpmiddel bij het duiken. Hij ontwierp ook de Eads Bridge, een brug over de Mississippi bij Saint Louis.
- Gemeinsame Normdatei: 117494372
- International Standard Name Identifier: 0000 0000 6677 3728
- Library of Congress Control Number: n50030295
- Nationale Bibliotheek van Israël: 987007279757005171
- SNAC: w6417z5w
- Système universitaire de documentation: 115674721
- Union List of Artist Names: 500110881
- Virtual International Authority File: 348149196280074790867